# Vriesea debilis
Vriesea debilis är en gräsväxtart som beskrevs av Elton Martinez Carvalho Leme. Vriesea debilis ingår i släktet Vriesea och familjen Bromeliaceae. Inga underarter finns listade i Catalogue of Life.